# 미소년 시리즈
《미소년 시리즈》(일본어: 美少年シリーズ)는 니시오 이신이 원작한 일본의 소설 시리즈. 일러스트는 키나코가 담당한다. 코단샤 타이가(코단샤)에서 2015년 10월부터 2019년 12월까지 총 11권이 출간되었다.
주인공인 도우지마 마유미가 어느 사건에서 관련된 「미소년 탐정단」의 5명과 함께, 여러 가지 사건을 아름답게 해결하는 청춘 미스터리. 원래는 「망각 탐정 시리즈」의 등장 단체로서 상정되고 있었지만, 니시오 이신이 설정을 가다듬는 중에 독립된 타이틀로서 성립한다고 판단해 출판에 이르렀다.
자면 기억이 리셋되는 망각탐정의 법도상 쿄코가, 의뢰인으로부터 반입되는 사건을 「거의」 하루에 해결로 이끌어 가는 추리소설. 이야기는, 주로 원죄 체질의 청년 · 은관 귀찮은 사람이 파트너역이 되는 장편과 형사가 파트너역이 되는 단편 등 이야기꾼별로 나누어져 있다.
『월간 소년 매거진』 2015년 9월호부터 2017년 4월호까지 아사미 요시에 의한 만화판이 연재되었으며 2015년 10월부터 12월까지 아라가키 유이 주연으로 텔레비전 드라마화되었다.
2021년 4월부터 7월까지 「미소년 탐정단」란 타이틀로 TV 애니메이션화가 방영되었다.

## 시리즈 일람
- 미소년 탐정단: 너에게만 눈부시게 빛나는 암흑성 (美少年探偵団 きみだけに光かがやく暗黒星)
- 사기꾼과 공기남과 미소년 (ぺてん師と空気男と美少年)
- 천장 위의 미소년 (屋根裏の美少年)
- 그림과 여행하는 미소년 (押絵と旅する美少年)
- 파노라마섬 미담 (パノラマ島美談)
- D언덕의 미소년 (D坂の美少年)
- 미소년 의자 (美少年椅子)
- 녹색 옷의 미소년 (緑衣の美少年)
- 미소년M (美少年M)
- 미소년 도마뱀 [빛편] (美少年蜥蜴【光編】)
- 미소년 도마뱀 [그림자편] (美少年蜥蜴【影編】)